# Kung Fu Panda 4
Kung Fu Panda 4 är en amerikansk animerad actionkomedifilm från 2024, producerad av Dreamworks Animation. Den är regisserad av Mike Mitchell och Stephanie Stine. Filmen är en uppföljare till Kung Fu Panda 3 från 2016.
Filmen hade biopremiär i Sverige den 22 mars 2024, utgiven av Universal Pictures.

## Handling
Den fjärde filmen Kung Fu Panda-serien kretsar återigen kring den matglada pandan Po och utspelar sig i det antika Kina. Po ska lämna Fredens dal för att bege sig till storstaden. Där möter han skurken, Kameleonten, som anlänt och han har förmågan att tillkalla fiender från Pos tidigare liv. Det gäller Master Shifus tidigare elever och en påfågel vid namn Lord Shen.